# Sinete Fatal
Sinete Fatal foi uma telenovela brasileira produzida e exibida pela extinta TV Itacolomi entre 22 e 30 de abril de 1965, às 17:40 horas, tendo 5 capítulos. Foi escrita por Vicente Prates, baseada no romance de Edgard Wallace, direção e produção de Salvador Alberto e supervisão de Otávio Cardoso.

## Sinopse
James Beardmore é assassinado num casarão pelo misterioso Sinete Fatal. Quem seria ele? Thália, filha do detetive Parr, ajuda o pai nas investigações, e se apaixona por Jack, filho do morto. Mas acaba sendo acusada de ser o Sinete. Ao final, o fim do mistério: o misterioso Sinete era o próprio detetive.

## Elenco
- Adilson José - Jack
- Glória Lopes - Thália
- Antônio Katah - Parr
- Antônio de Pádua
- Pedro Miranda

## Curiosidades
- Última novela da TV Itacolomi de Belo Horizonte. Em 1º de maio a emissora mudava-se para os modernos estúdios do Palácio do Rádio e estreava programação em videotape com produções da Rede Tupi, de que a emissora mineira participava .
- A Itacolomi já apresentara uma versão desta novela a partir de abril de 1958, também adaptação de Vicente Prates, em um capítulo da semana. Na época durou dois meses e meio e causou comoção entre os mineiros. O Público queria saber quem era o misterioso sinete.